# Parafia św. Jakuba Apostoła w Prusicach
Parafia św. Jakuba Apostoła w Prusicach – rzymskokatolicka parafia pod wezwaniem św. Jakuba Większego Apostoła w Prusicach w powiecie trzebnickim w województwie dolnośląskim, należąca do dekanatu Prusice w archidiecezji wrocławskiej.

## Historia parafii
Parafię erygowano w XIV w. Księgi metrykalne prowadzone są od 1945 r. 
Kościół parafialny św. Jakuba Apostoła, zwanego również Starszym, w dokumentach po raz pierwszy wzmiankowany był w 1335 r., natomiast tradycja głosi, że kaplica pw. Nawiedzenia NMP wybudowana została ok. 1140 r., a pierwszy kościół św. Jakuba ok. 1250 r. Dokumenty datowane na rok 1317 świadczą o istnieniu na terenie Prusic kościoła parafialnego. Potwierdzenie tego faktu znajdujemy w dokumencie z 1335 r. informującym, że administratorem kościoła pw. św. Jakuba był proboszcz Piotr. Kościół ten został spalony w czerwcu 1432 r. przez wojska husyckie. Społeczność parafii przystąpiła do odbudowy kościoła, a właściwie do budowy nowego kościoła. 
Obecny gotycki zbudowany w latach 1491–1492, orientowany, murowany z cegły, nietynkowany, oskarpowany. Jednonawowy, z wyższym i niższym, prostokątnym prezbiterium. Po obydwu stronach prezbiterium kaplice, po północnej również zakrystia, do której prowadzi wejście przez okrągłą basztę. W szczycie prezbiterium blendy ostrołuczne i okrągłe. Okna nawy zamknięte półkoliście. Profilowane gzymsy podokapowe. Dwie górne kondygnacje wieży węższe. Wieża z gzymsami międzykondygnacyjnymi. Wieża w wyniku uderzenia pioruna w roku 1732 została zniszczona, po kilku latach przeprowadzono generalny jej remont. Dach kościoła na nawie dwuspadowy, nad prezbiterium, kaplicami i zakrystią trójspadowy, na wieży namiotowy – cały jest pokryty dachówką. Nawa nakryta stropem, w prezbiterium dwuprzęsłowe sklepienie krzyżowo-żebrowe. W kościele znajdują się dwa gotyckie z końca XV w. piaskowe portale, z prezbiterium do zakrystii rzeźbiony i z zakrystii do baszty ostrołukowy. 
W kościele znajduje się chrzcielnica renesansowa z około 1600 roku, natomiast w przedsionku kościoła kropielnica barokowa z 1660 r. – z piaskowca. Ołtarz główny przystosowany do liturgii posoborowej. 
W centrum obraz olejny na płótnie, renesansowy z końca XVI wieku przedstawiający Ukoronowanie NMP, św. Jakuba Ap. oraz św. Katarzyny. Po dwóch stronach stołu ołtarzowego cztery barokowe rzeźby drewniane z około 1740 r.: św. Andrzeja i św. Piotra po lewej stronie, św. Pawła oraz św. Jana Ewangelisty po prawej stronie. Przy wejściu do zakrystii obraz św. Jakuba Apostoła. 
Ołtarze boczne barokowe z pierwszej połowy XVIII w. Z drewna polichromowanego: lewy Najświętszego Serca Pana Jezusa z obrazem Serca Bożego i figurą Chrystusa a po boku z figurami dwóch biskupów. Natomiast ołtarz po prawej stronie: Niepokalanego Serca NMP z obrazem Serca Maryi oraz dwoma innymi obrazami Matki Bożej Nieustającej Pomocy i św. Ojca Pio, wraz z rzeźbami rodziców Matki Bożej: św. Anną i św. Joachimem. 
W przedsionku kościoła renesansowa kamienna rzeźba z około 1575, przedstawiająca Chrystusa Ukrzyżowanego. Ponadto w kaplicy bocznej kościoła rzeźby: św. Jana, Chrystusa Ukrzyżowanego (u podnóża Obraz Miłosierdzia Bożego), NMP Bolesnej z drewna polichromowanego z około 1575 roku. W kościele znajdują się również: obraz barokowy z XVIII wieku Narodzenie Pana Jezusa, Chrzest Jezusa, Zdjęcie z Krzyża i Pietà. 
W północnej kaplicy wmurowane płyty nagrobne: w zachodnią ścianę Zygmunta Kurzbacha (według napisu: Kuczbacha) zmarłego w 1513 roku, płyta ta jest renesansową z piaskowca, pod nią płyta inskrypcyjna Heinricha Kurzbacha zmarłego w 1547 roku. Na ścianie wschodniej trzy płyty renesansowe z piaskowca: rycerza z końca XVI wieku, niewiasty i młodzieńca z początku XVII wieku. W południowa ścianę nawy wmontowane epitafium barokowe Adama Laube zmarłego w 1667 roku. 
Kaplica południowa to grobowa właściciela tych ziem feldmarszałka Melchiora von Hatzfelda zmarłego w 1658 roku w Żmigrodzie w czasie epidemii tyfusu. Natomiast w roku 1667 przeniesiono prochy zmarłego do grobowca. 
Barokowa kaplicę z drugiej połowy XVII wieku z alabastrową tumbą grobową wykonał Achillies Kern z Forchtebergu. Strop kaplicy oraz ściany boczne z bogatą dekoracją sztukatorską. W późnorenesansowym ołtarzu z około 1660 roku, ujęty w parę spiralnych kolumn obraz wskrzeszenia Łazarza. Pośrodku kaplicy alabastrowa tumba z lat 1659–1661. Potężne konsole podtrzymują płytę, na której leżąca postać zmarłego w szatach rycerskich, u jego stóp pies podtrzymujący tarczę herbową. Wokół napis w języku łacińskim podkreślający sławę wojenną zmarłego. Na płytach pomiędzy konsoletami płaskorzeźbione sceny batalistyczne. Na zachodniej ścianie kaplicy wmurowana płyta nagrobna dziecka. W czasie wojny kościół niewiele wycierpiał – za sprawą wstawiennictwa ks. Paula Elsnera (ostatniego niemieckiego proboszcza). 19 czerwca 1945 roku przyjechał tu ks. kan. Józef Mendelowski pierwszy proboszcz powojenny w Prusicach.

## Duszpasterze
Aktualny proboszcz: ks. dr Adam Prorok – ustanowiony w 2022 roku
Poprzedni proboszczowie:
- - ks. kan. Józef Mendelowski pierwszy proboszcz powojenny w Prusicach
  - ks. Bolesław Sumisławski
  - ks. Stanisław Jakubowski
  - ks. Marian Mądry
  - ks. mgr Bernard Świst RM (1998–2022)

## Liczebność i obszar parafii
Parafię zamieszkuje 4380 mieszkańców. Parafia obejmuje następujące miejscowości: Budzicz (5 km), Dębnica (3,5), Gola (3 km), Jagoszyce (4 km), Kopaszyn (3 km), Kosinowo (3 km), Krościna Mała (1 km), Krościna Wielka (5 km), Ligotka (2,5 km), Łęgów (5 km), Pietrowice Małe (1 km), Świerzów (4 km), Wilkowo (5 km)

## Kościoły i kaplice mszalne
- Prusice, pw. św. Józefa Oblubieńca NMP
- Krościna Wielka, pw. Miłosierdzia Bożego
- Wilkowo, pw. Matki Bożej Wspomożenia Wiernych

## Grupy działające w parafii
- Żywy Różaniec
- Rada Parafialna
- Katolickie Stowarzyszenie Rodzin
- Parafialny Zespół Caritas
- Grupa Modlitewna O. Pio
- Młodzieżowa Schola „Jeden Głos”
- Eucharystyczny Ruch Młodych
- lektorzy
- ministranci